# پیامک از دیار باقی
پیامک از دیار باقی مجموعه‌ای تلویزیونی به کارگردانی سیروس مقدم و با فیلم‌نامه‌ای از محسن تنابنده است. این سریال در نوروز ۱۳۸۷ از شبکهٔ یک پخش شد. این مجموعه بر پایهٔ فیلم‌نامه‌ای از محسن تنابنده ساخته شده است.

## بازیگران
- محمدرضا شریفی‌نیا (در نقش منصور سیم‌خواه)
- افسانه بایگان (در نقش بدری همسر منصور سیم‌خواه)
- سروش گودرزی در نقش (حمید سیم خواه)
- حامد کمیلی (در نقش حامد سیم‌خواه)
- شیلا خداداد (در نقش شیرین شکرریز)
- حمید لولایی (در نقش بهرام برادر بدری)
- رضا شفیعی‌جم (در نقش غلام ورنی)
- افشین سنگ‌چاپ (در نقش فتح‌الله)
- شهره لرستانی (در نقش نبات شکرریز)
- نادر سلیمانی (در نقش روانخواه)
- رامین راستاد (در نقش نقی)
- آرام جعفری (در نقش فرشته نوروزی)
- رضا بنفشه‌خواه (در نقش انارکی)
- کریم قربانی (در نقش داریوش)
- فخرالدین صدیق‌شریف (در نقش حاج آقا مرادی)
- منوچهر آذری (در نقش عمو مطلب)
- سوسن مقصودلو (در نقش نیره همسر بهرام)
- داریوش سلیمی (در نقش طلبکار)
- عباس جمشیدی‌فر (در نقش اسد)
- مجید شهریاری (در نقش شر خر)
- سیروس میمنت در نقش (مرد قلچماق)
- عزت‌الله مهرآوران (در نقش نوروزی)

## خلاصه داستان
داستان این سریال دربارهٔ مرد کلاه‌بردار و خسیسی به نام منصور سیم‌خواه است که برای فرار از دست طلب‌کاران، یک دعوای ساختگی به راه می‌اندازد و وانمود می‌کند که مرده است. همه که فکر می‌کنند او مرده است او را به خاک می‌سپارند و این آغاز ماجراهایی برای منصور و اطرافیانش است…